# Roland Martin (Bildhauer)

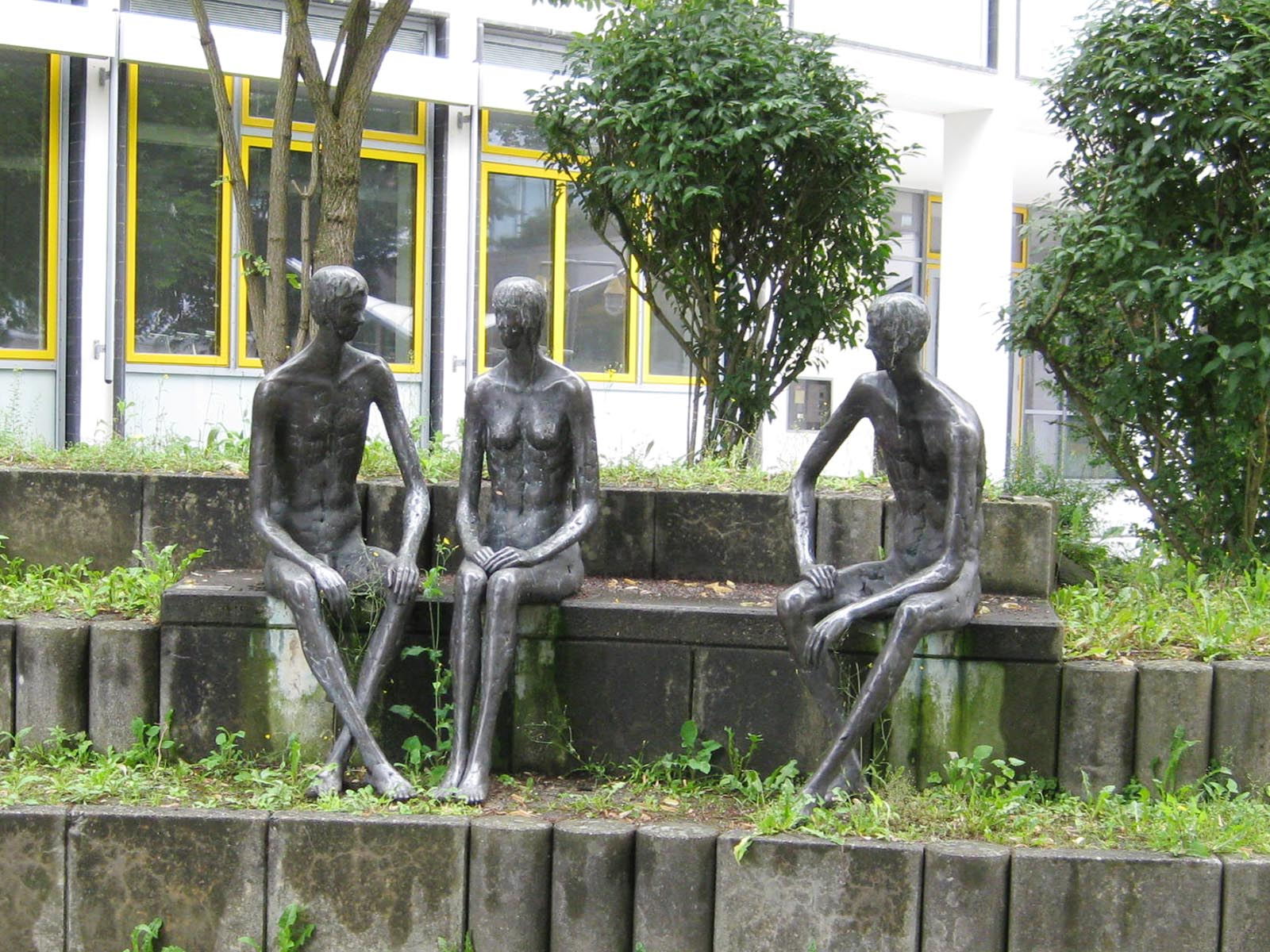
„Drei Sitzende“, 1981, - Tuttlingen

Roland Martin (* 29. Juli 1927 in Tuttlingen) ist ein deutscher Bildhauer.

## Biografie
Als 16-Jähriger wurde Martin 1943 als Luftwaffenhelfer eingesetzt, gegen Ende des Krieges kam er in Gefangenschaft. 1946 legte er an der Oberschule Tuttlingen, dem heutigen Immanuel-Kant-Gymnasium, sein Abitur ab.  Von 1946 bis 1951 studierte er an der Bernsteinschule in Glatt bei Hans Ludwig Pfeiffer und Paul Kälberer. 1950 war er für kurze Zeit an der Staatlichen Akademie der Bildenden Künste Karlsruhe, Außenstelle Freiburg in Freiburg im Breisgau bei Wilhelm Gerstel, von 1951 bis 1952 Schüler von Fritz Nuss.
Seit 1952 arbeitet Martin als freier Bildhauer in Tuttlingen. Zu seinen Schülern gehört Jörg Bach.
Entstehen bis etwa 1980 noch abstrakte Reliefs und Plastiken aus Metall und Aluminium, so wendet sich Martin seit der Mitte der 70er Jahre zunehmend menschlichen Figuren zu. In Figurengruppen werden soziale Beziehungen dargestellt. Die Figuren werden in Bronze, Aluminium oder Keramin gegossen.
Allein in Baden-Württemberg gibt es insgesamt 144 Skulpturen, Brunnen, Stelen, Mosaike, Glasfenster und Kriegerdenkmale
von Martin,
mehr als 80 Arbeiten schuf er für den öffentlichen Raum.
Im Jahr 2007 wurde Martin mit dem Kulturpreis der Stadt Tuttlingen ausgezeichnet.
Martin ist Mitglied im Künstlerbund Baden-Württemberg und im Deutschen Künstlerbund, an dessen Jahresausstellungen er zwischen 1964 und 1975 mehrfach teilnahm.

## Ausstellungen
Einzelausstellungen und Ausstellungsbeteiligungen in Deutschland, Österreich und der Schweiz.
- 2008 Roland Martin - Spuren im Kreis, Landratsamt Tuttlingen
- 2009 Retrospektive, Galerie Wohlhüter, Leibertingen-Thalheim

## Werke im öffentlichen Raum (Auswahl)
- 1959: Abstraktes Relief, Tuttlingen
- Kriegerdenkmal. Friedhof, Trossingen-Schura
- 1963: Ehrenmal, im ehemaligen Konzentrationslager Spaichingen
- 1964: Konkretes Relief, Wasserschloss Glatt
- 1968: Zwei Knaben-Statuen in der Gefallenen-Gedenkhalle in der Oberschule Tuttlingen (im heutigen Immanuel-Kant-Gymnasium)[1]
- 1974: ohne Titel, Freiburg
- Silbersäule, Olympisches Dorf, München[7]
- 1978: Freiplastik, Tuttlingen
- 1981: Windräder, Tuttlingen
- 1981: Drei Sitzende, Tuttlingen
- 1985: Familie, Sindelfingen
- 1995: Er ist schon tot, weiß es nur noch nicht, Wasserschloss Glatt
- 2006: Dammglonker, Langenargen (Bodensee)

## Fotos (Auswahl)

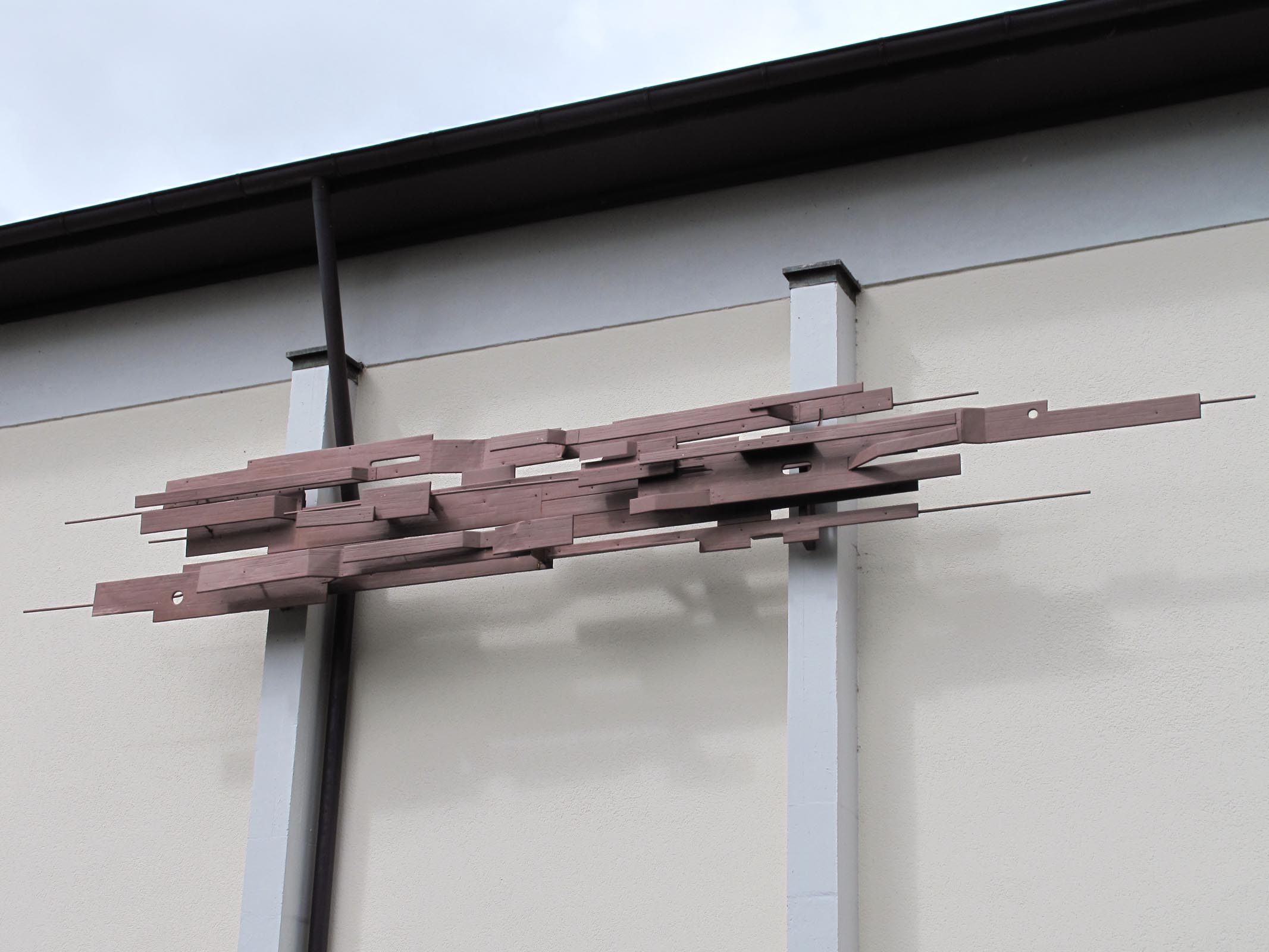
Abstraktes Relief 1959
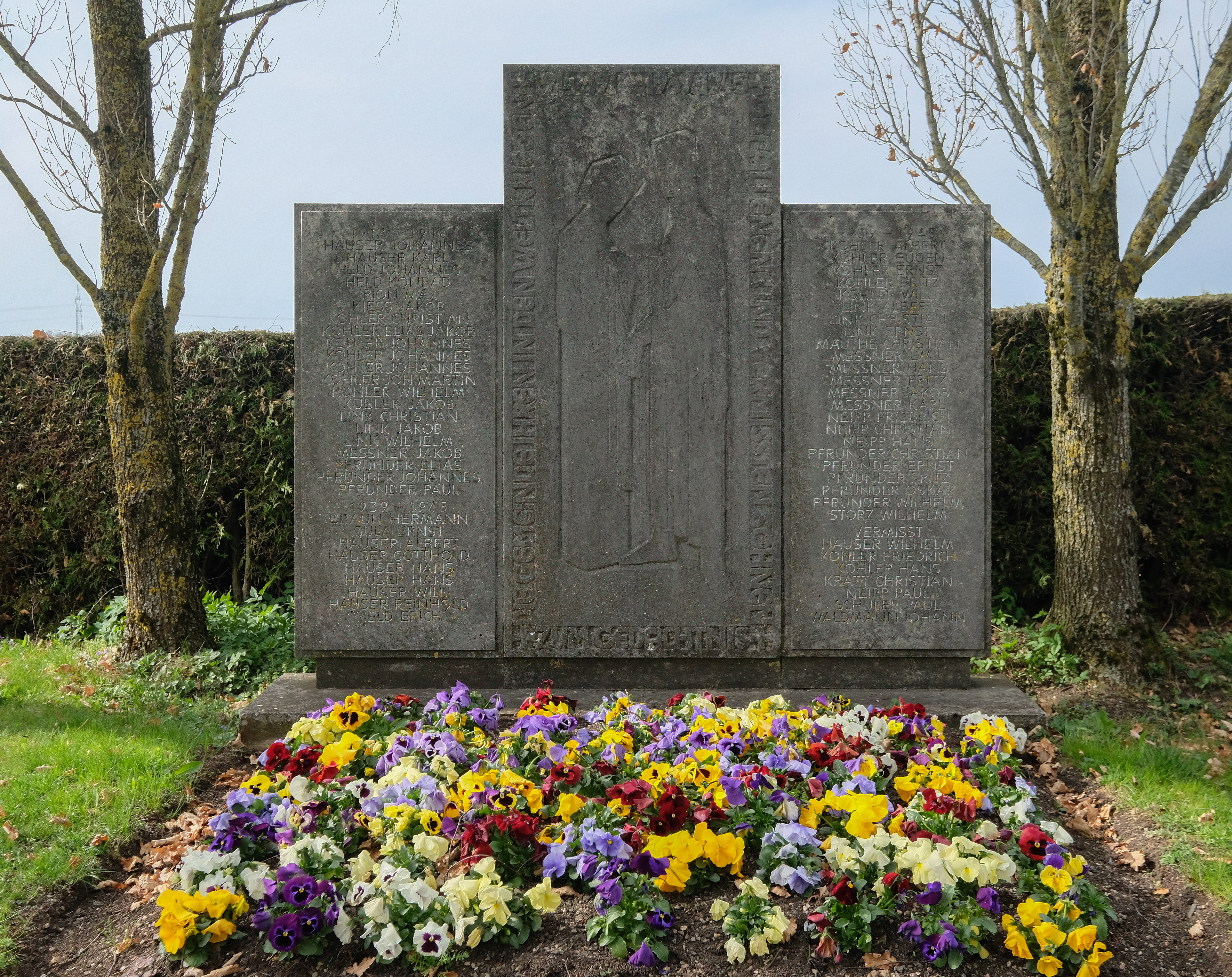
Kriegerdenkmal Trossingen–Schura
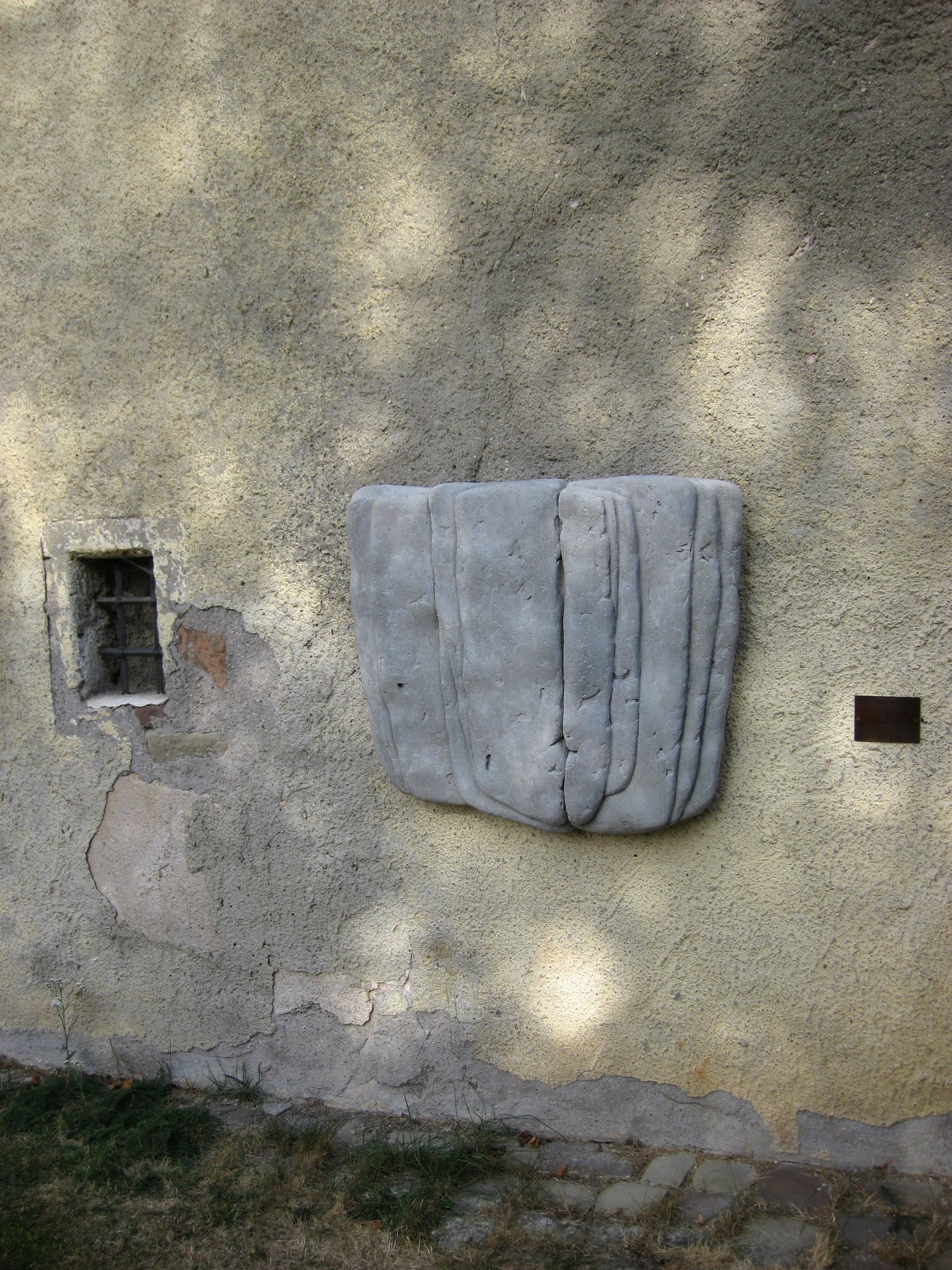
Zement Relief 1964
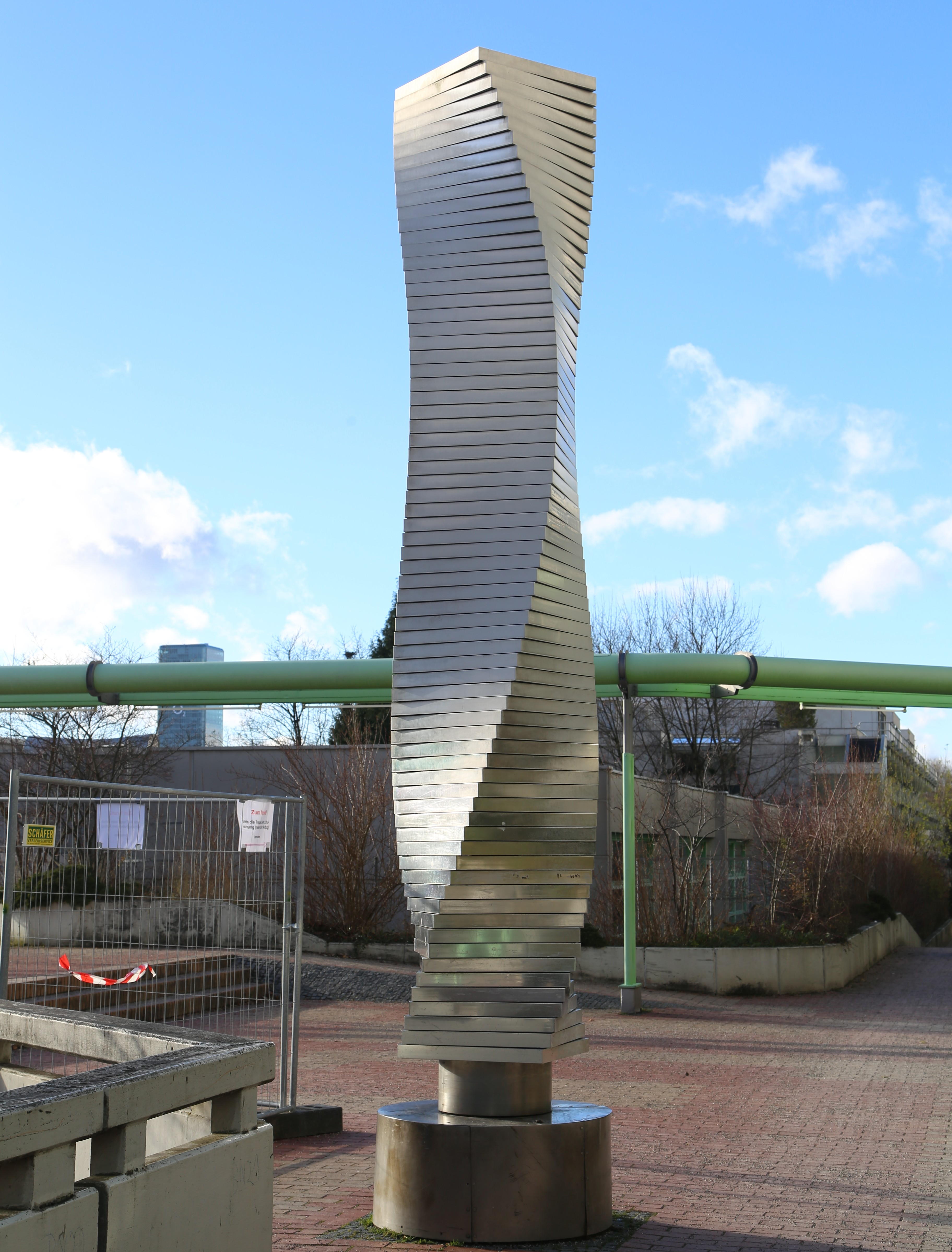
Silbersäule, 1972
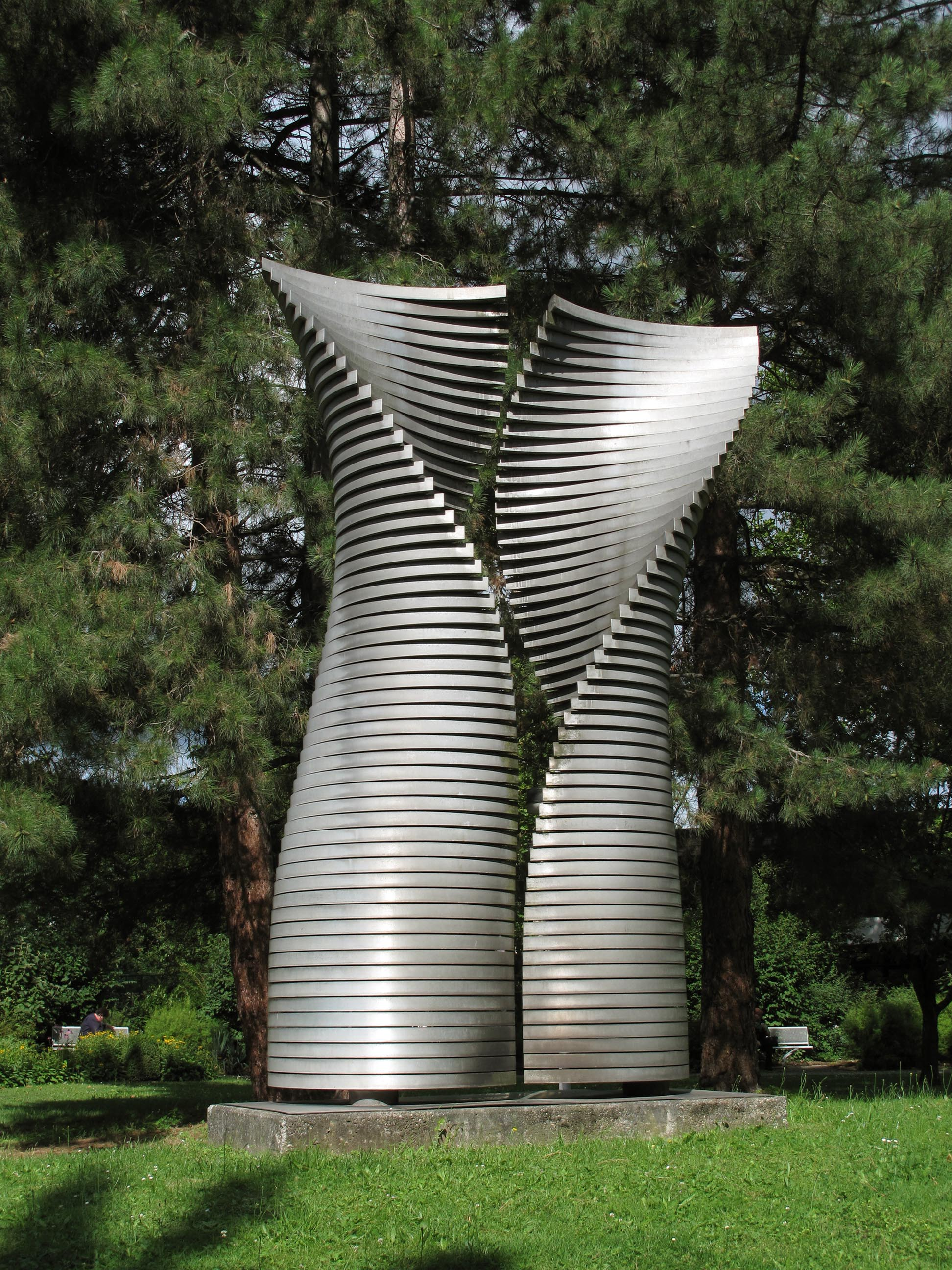
ohne Titel 1974
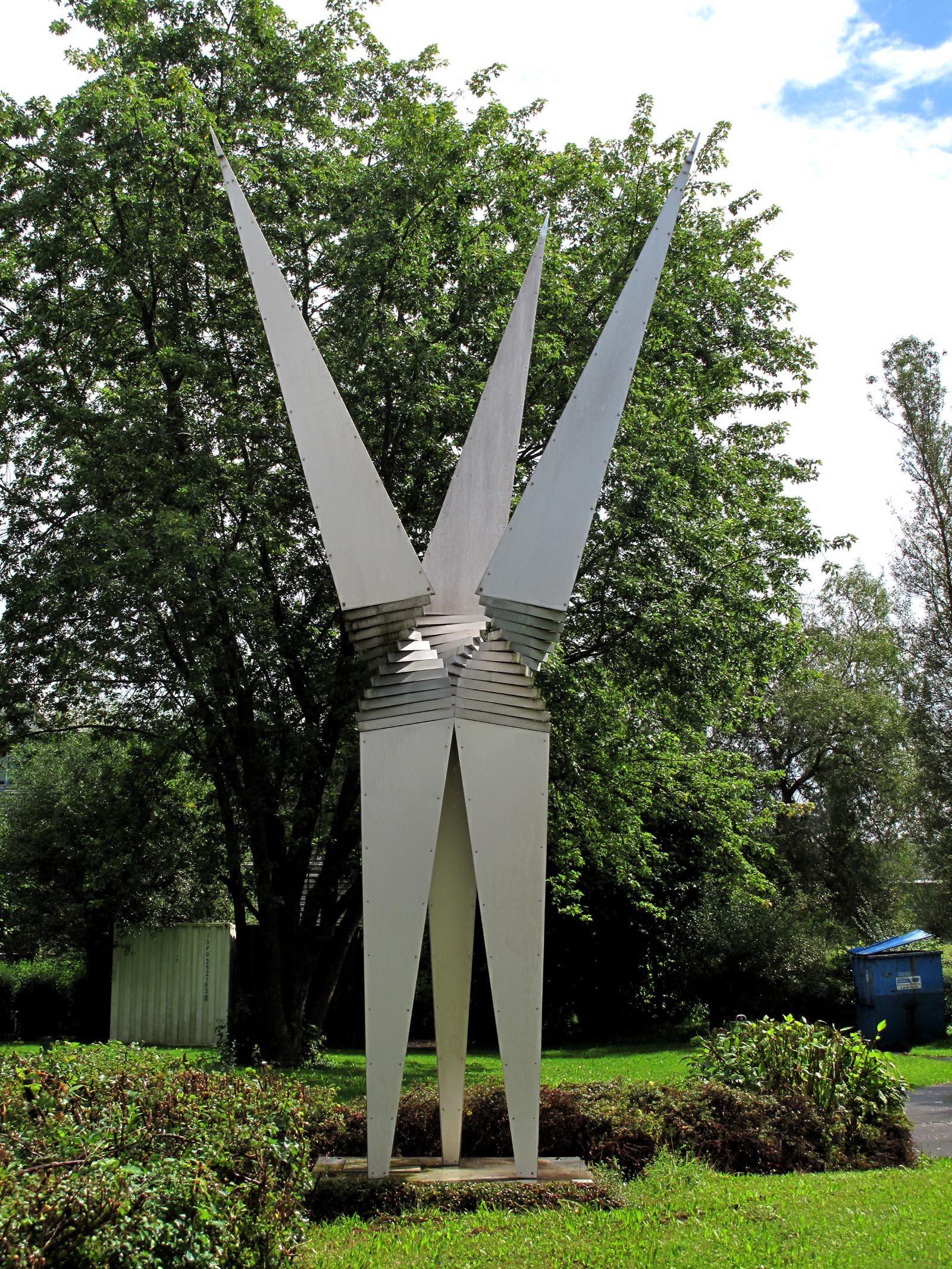
Freiplastik 1978
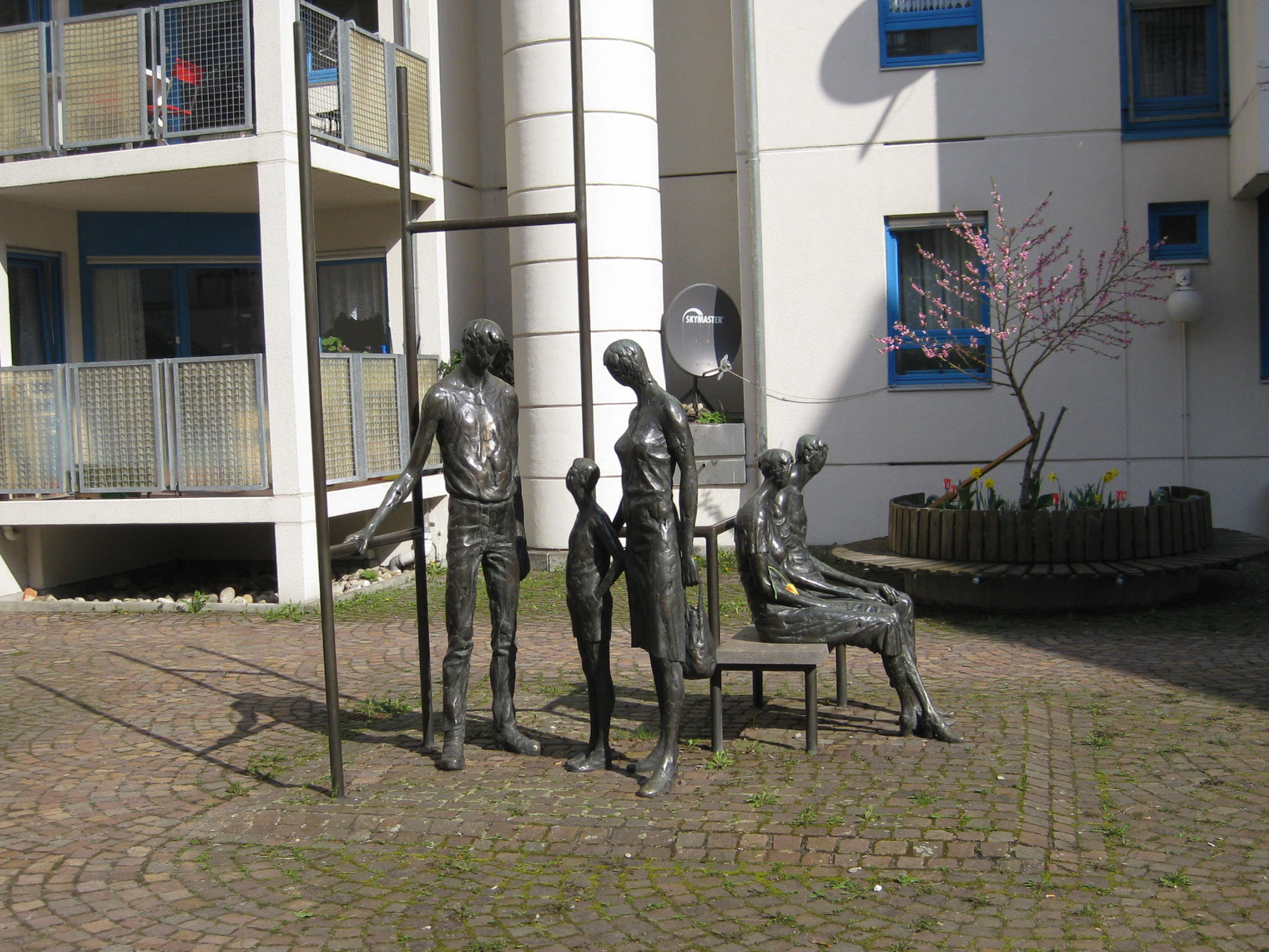
Familie 1985
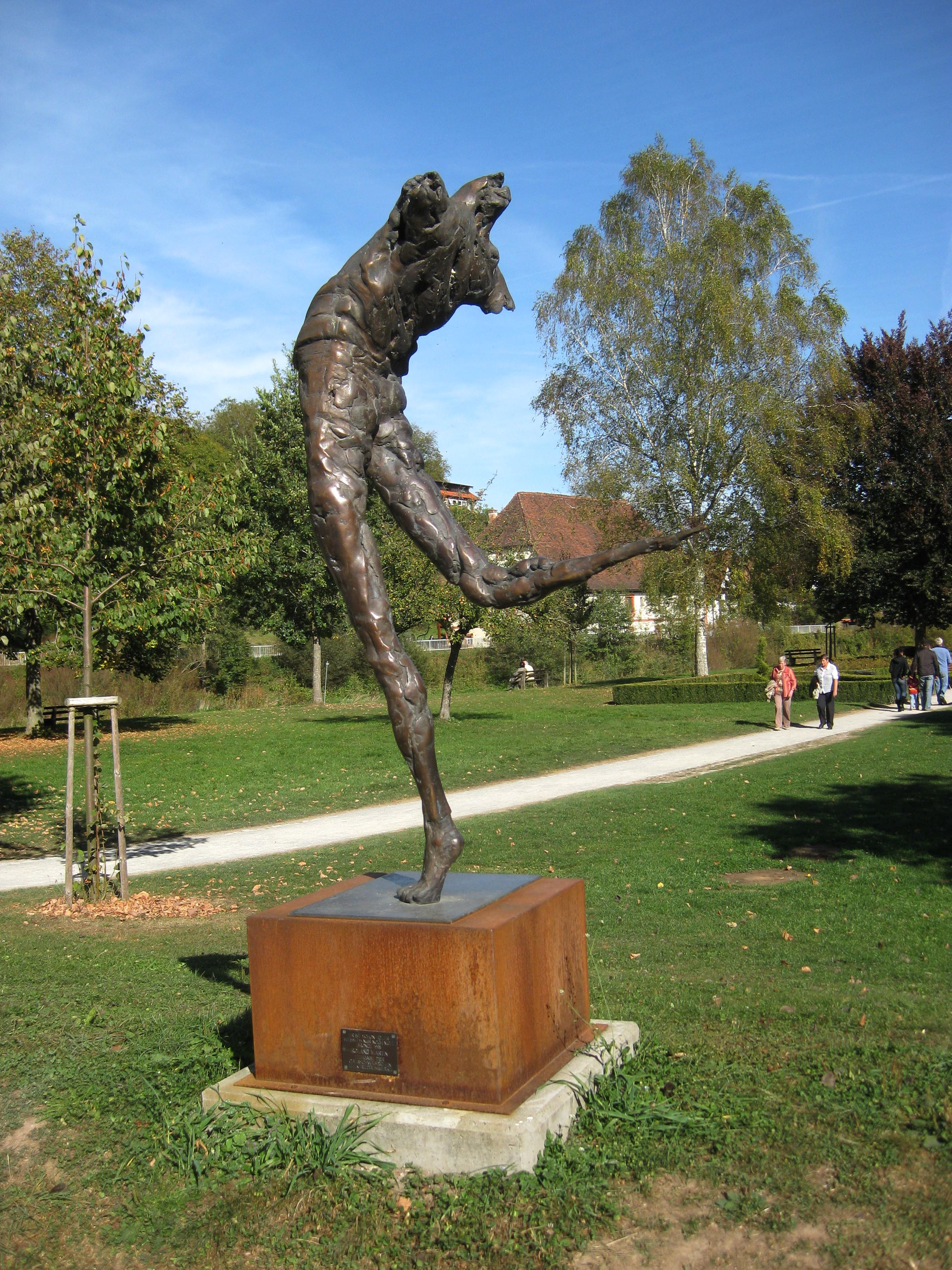
Er ist schon tot, weiß es nur noch nicht 1995
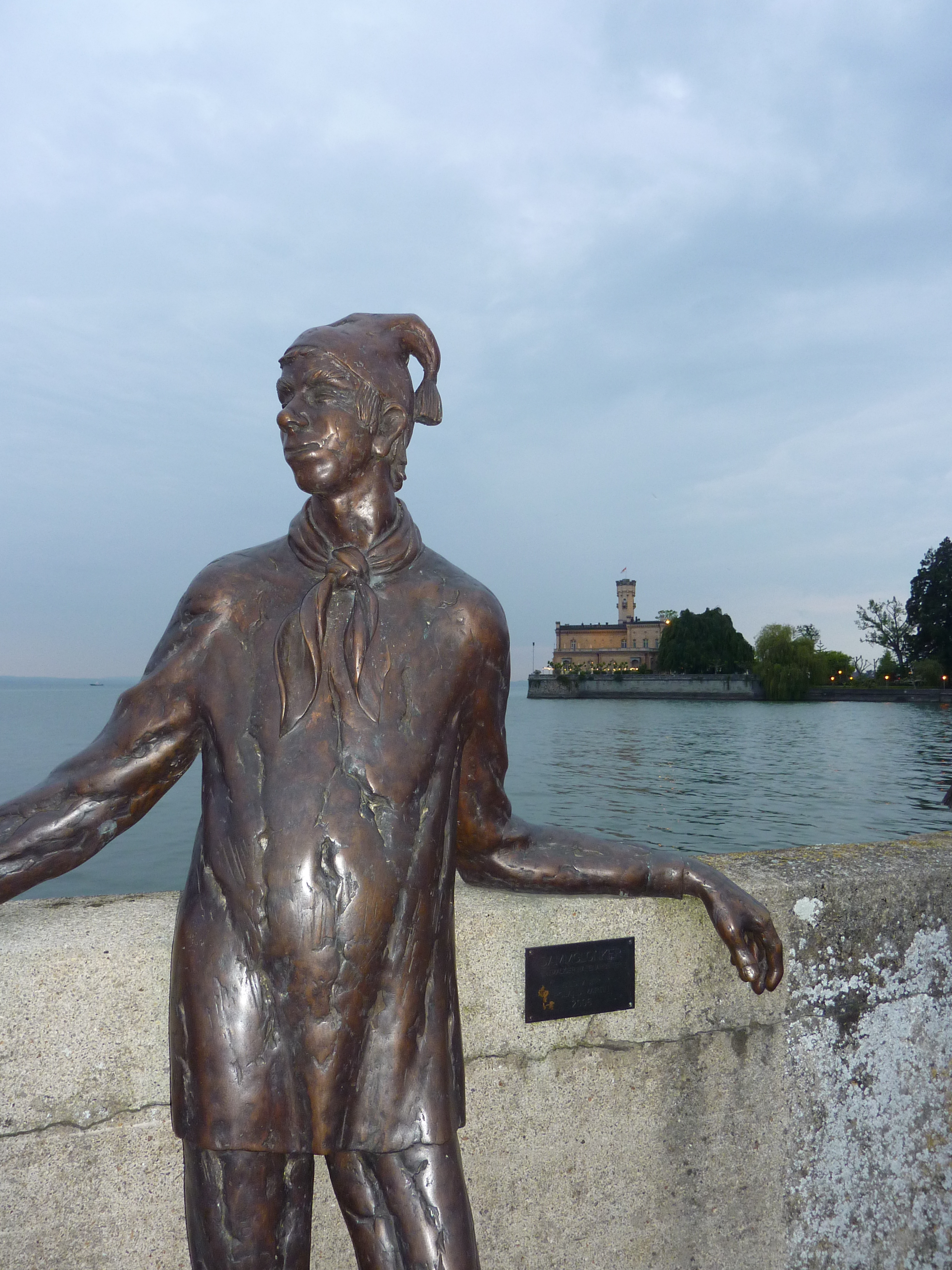
Dammglonker 2006